# Lista de telenovelas da Chilevisión
Listagem de títulos de telenovelas da emissora Chilevisión por ano.

## Década de 2000
| Produção      | Início               | Final                  | Episódios | Autor(a)          | Produtor Geral | Diretor Geral     | Audiência |      |
| 2007          | 2007                 | 2007                   | 2007      | 2007              | 2007           | 2007              | 2007      | 2007 |
| ------------- | -------------------- | ---------------------- | --------- | ----------------- | -------------- | ----------------- | --------- | ---- |
| Vivir con 10  | 8 de janeiro de 2007 | 5 de junho de 2007     | 105       | Coca Gómez        | Javier Larenas | Ricardo Vicuña    | 8,9       |      |
| 2008          |                      |                        |           |                   |                |                   |           |      |
| Mala conducta | 3 de março de 2008   | 19 de novembro de 2008 | 182       | Coca Gómez        | Verónica Basso | Ricardo Vicuña    | 11,4      |      |
| 2009          |                      |                        |           |                   |                |                   |           |      |
| Sin anestesia | 24 de agosto de 2009 | 18 de janeiro de 2010  | 101       | Larissa Contreras | Verónica Basso | Patricio González | 8,3       |      |

## Década de 2010
| Produção          | Início                 | Final                  | Episódios | Autor(a)        | Produtor Geral   | Diretor Geral     | Audiência |      |
| 2010              | 2010                   | 2010                   | 2010      | 2010            | 2010             | 2010              | 2010      | 2010 |
| ----------------- | ---------------------- | ---------------------- | --------- | --------------- | ---------------- | ----------------- | --------- | ---- |
| Mujeres de lujo   | 4 de janeiro de 2010   | 27 de maio de 2010     | 78        | Coca Gómez      | Verónica Basso   | Patricio González | 18,5      |      |
| Manuel Rodriguez  | 15 de março de 2010    | 18 de agosto de 2010   | 109       | Ángela Bascuñán | Cecilia Stoltze  | Vicente Sabatini  | 11,3      |      |
| 2011              |                        |                        |           |                 |                  |                   |           |      |
| Infiltradas       | 3 de janeiro de 2011   | 26 de maio de 2011     | 79        | Coca Gómez      | Verónica Basso   | Patricio González | 14,4      |      |
| La Doña           | 4 de outubro de 2011   | 4 de abril de 2012     | 92        | Carlos Galofré  | Cecilia Stoltze  | Vicente Sabatini  | 15,8      |      |
| 2012              |                        |                        |           |                 |                  |                   |           |      |
| La Sexóloga       | 24 de setembro de 2012 | 7 de março de 2013     | 90        | Coca Gómez      | Verónica Basso   | Vicente Sabatini  | 5,4       |      |
| 2013              |                        |                        |           |                 |                  |                   |           |      |
| Graduados         | 3 de março de 2013     | 10 de janeiro de 2014  | 212       | Carlos Galofré  | Carolina Aguirre | Mauricio Bustos   | 10,0      |      |
| 2014              |                        |                        |           |                 |                  |                   |           |      |
| Las dos Carolinas | 2 de março de 2014     | 12 de setembro de 2014 | 136       | Andrea Franco   | Verónica Basso   | Vicente Sabatini  | 7,3       |      |
| 2015              |                        |                        |           |                 |                  |                   |           |      |
| Buscando a María  | 9 de dezembro de 2015  | 11 de março de 2016    | 64        | Carlos Galofré  | Carolina Aguirre | Roberto Morais    | 6,8       |      |

### Reestruturação
| Produção | Início              | Final              | Episódios | Autor(a)      | Diretor           | Produtor Executivo | Audiência |      |
| 2019     | 2019                | 2019               | 2019      | 2019          | 2019              | 2019               | 2019      | 2019 |
| -------- | ------------------- | ------------------ | --------- | ------------- | ----------------- | ------------------ | --------- | ---- |
| Gemelas  | 4 de agosto de 2019 | 9 de junho de 2020 | 156       | Daniela Lillo | Rodrigo Velásquez | Gustavo Bermúdez   | 11,3      |      |

## Década de 2020
| Produção | Início         | Final | Episódios | Autor(a)           | Diretor | Produtor Executivo | Audiência |      |
| 2020     | 2020           | 2020  | 2020      | 2020               | 2020    | 2020               | 2020      | 2020 |
| -------- | -------------- | ----- | --------- | ------------------ | ------- | ------------------ | --------- | ---- |
|          | agosto de 2022 |       |           | Josefina Fernández |         | Javier Goldschmied |           |      |

## Realizadores

### Área Dramática de Chilevisión
2007-atualidade
Direção Executiva de Conteúdos de Área Dramática:
- Vicente Sabatini (2010-2015)
- Gustavo Bermúdez (2018-2020)
- Javier Goldschmied (2022-)

Assessor de Conteúdos de Área Dramática:
- Víctor Carrasco (2013-2015)

Coordenação Executiva de Área Dramática:
- Cecilia Stoltze (2010-2015)

Produção Executiva de telenovelas:
- Javier Larenas (2007)
- Verónica Basso (2008-2015)
- Carolina Aguirre (2013-2015)
- Álvaro Cabelo (2019)

Direção de telenovelas:
- Ricardo Vicuña (2007-2008)
- Patricio González (2009-2011)
- Vicente Sabatini (2010-2015)
- Mauricio Bustos (2013)
- Roberto Morais (2015)
- Rodrigo Velásquez (2019)

Coordenação de telenovelas:
- María José Miranda (2007)
- María Luz Valdivia (2008-2009)
- Verónica Brañes (2010-2015)
- Javiera Kri (2010-2011)
- Giannina Sepúlveda (2013-2015)
- Cecilia Aguirre (2014)
- Bernardita Mossó (2019)

Direção unidade de telenovelas:
- Mauricio Bustos (2007-2012)
- Christine Lucas (2010)
- Christian Maringer (2010-2011)
- Roberto Morais (2010-2014)
- César Opazo (2013-2015)

1. ↑  Chilevisión. «Graduados». Chilevisión (em espanhol). Consultado em 20 de maio de 2022